# Eustegia hastata
Eustegia hastata là một loài thực vật có hoa trong họ La bố ma. Loài này được Carl Peter Thunberg mô tả khoa học đầu tiên năm 1794 dưới danh pháp Apocynum hastatum. Năm 1810 Robert Brown mô tả chi Eustegia trên cơ sở 2 loài là Apocynum hastatum và A. minutum. Năm 1820 Josef August Schultes mô tả loài Eustegia hastata trên cơ sở mô tả  trước đó của Robert Brown. WCSPF không công nhận loài này mà coi nó là đồng nghĩa của Eustegia minuta.